# Masacrul de la Suva Reka
Masacrul de la Suva Reka a fost o presupusă ucidere a unor civili albanezi, comisă de forțele sârbe în orașul Suva Reka, în timpul bombardamentelor executate de NATO în 1999 în Republica Federală Iugoslavia (Operațiunea Forțele Aliate).
Procurorul pentru crime de război din Serbia a acuzat opt polițiști, inclusiv membri ai Ministerului Afacerilor Interne din Serbia. Martorii cheie ai Oficiului de Procuratură sunt foști membri ai poliției, putând descrie în detaliu uciderea civililor albanezi, și îndepărtarea cadavrelor din Suva Reka. Investigarea masacrului de la Suva Reka a început doi ani mai târziu, după ce în Serbia au fost descoperite gropi comune.
Este vorba de masacrarea a 48 de membri ai familiei Berisha în ziua de 26 martie 1999 de către 7 polițiști sârbi, între care și Radoslav Mitrovic, comandantul secției 37 a unității speciale de poliție PJP.
Victimele, între care și copii, au fost încuiate într-o pizzerie în care au fost aruncate 2 grenade. Există indicii că, înainte de a scoate cadavrele din pizzerie, polițiștii i-au împușcat pe cei care mai dădeau semne de viață. Cadavrele au fost apoi transportate în Serbia și au fost îngropate lângă postul de poliție din Batajnica, lângă Belgrad.